# BiteFight
BiteFight er et online webbrowser rollespil hvor man er vampyrer mod vareulve. Det gælder så om at "bide" henholdsvis vareulvene og vampyrerne alt efter hvilken race man vælger. BiteFight findes på mange sprog og er lavet af det tyske firma Gameforge som specialisere sig i rollespil online.
- Official website

| computerspil | Spire Denne computerspilsrelaterede artikel er en spire som bør udbygges. Du er velkommen til at hjælpe Wikipedia ved at udvide den. |